# Tort de nuntă

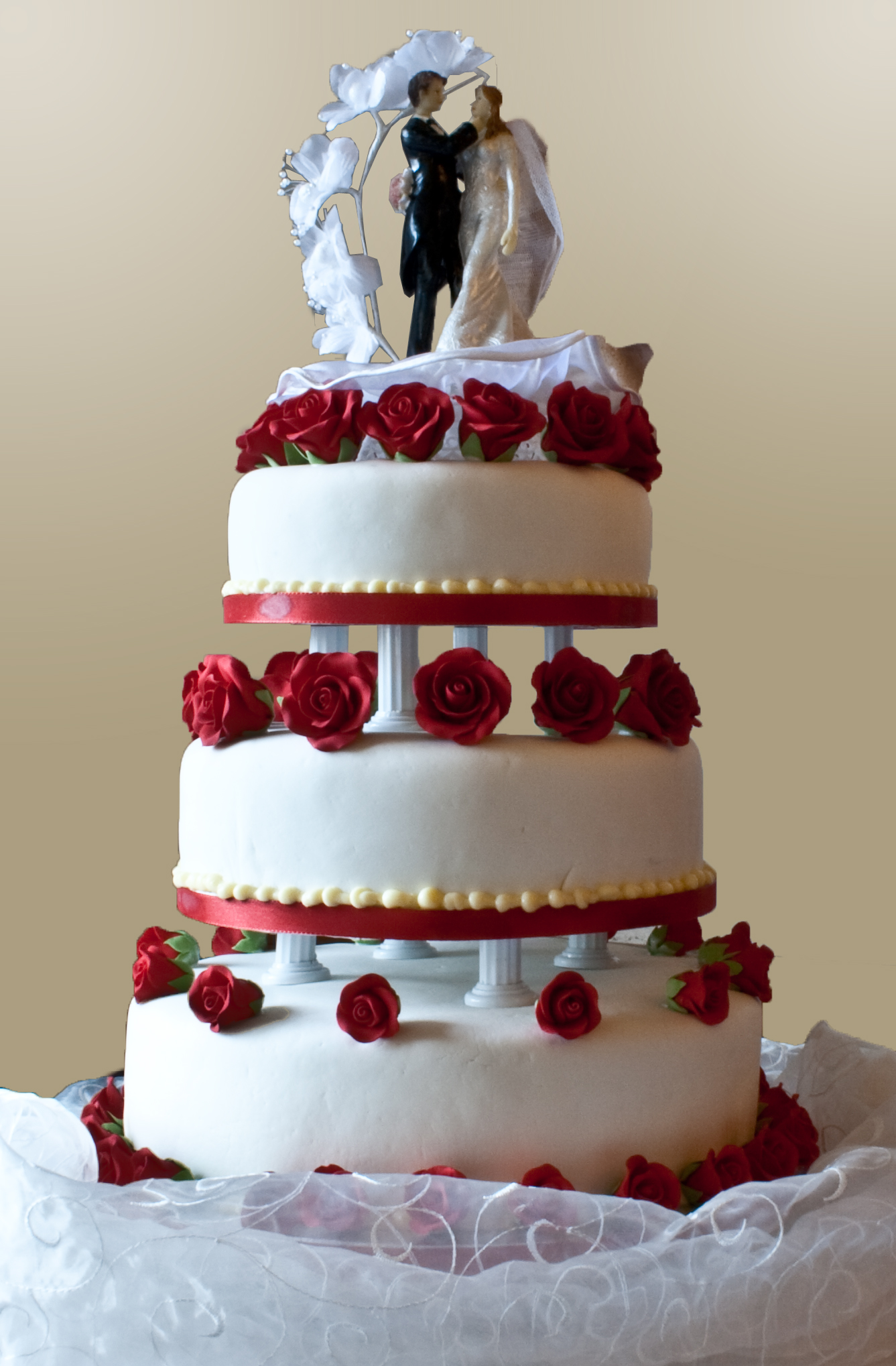
Tort de nuntă

Tortul de nuntă, după cum sugerează și numele, este un desert servit la nunți.
Tortul este o prăjitura formata din mai multe prăjituri. Acestea sunt decorate cu glazura, bomboane, etc.
Tortul de nuntă este tortul care are mai multe etaje folosit la nunți. Acesta este de obicei de culoare albă, dar poate avea și alte culori sau gusturi diferite.